# Burning Man Project
 (septembre 2021).
La mise en forme du texte ne suit pas les recommandations de Wikipédia : il faut le « wikifier ».
Les points d'amélioration suivants sont les cas les plus fréquents :
- Les titres sont pré-formatés par le logiciel. Ils ne sont ni en capitales, ni en gras.
- Le texte ne doit pas être écrit en capitales (les noms de famille non plus), ni en gras, ni en italique, ni en « petit »…
- Le gras n'est utilisé que pour surligner le titre de l'article dans l'introduction, une seule fois.
- L'italique est rarement utilisé : mots en langue étrangère, titres d'œuvres, noms de bateaux, etc.
- Les citations ne sont pas en italique mais en corps de texte normal. Elles sont entourées par des guillemets français : « et ».
- Les listes à puces sont à éviter, des paragraphes rédigés étant largement préférés. Les tableaux sont à réserver à la présentation de données structurées (résultats, etc.).
- Les appels de note de bas de page (petits chiffres en exposant, introduits par l'outil «  Source ») sont à placer entre la fin de phrase et le point final[comme ça].
- Les liens internes (vers d'autres articles de Wikipédia) sont à choisir avec parcimonie. Créez des liens vers des articles approfondissant le sujet. Les termes génériques sans rapport avec le sujet sont à éviter, ainsi que les répétitions de liens vers un même terme.
- Les liens externes sont à placer uniquement dans une section « Liens externes », à la fin de l'article. Ces liens sont à choisir avec parcimonie suivant les règles définies. Si un lien sert de source à l'article, son insertion dans le texte est à faire par les notes de bas de page.
- La présentation des références doit suivre les conventions bibliographiques. Il est recommandé d'utiliser les modèles {{Ouvrage}}, {{Chapitre}}, {{Article}}, {{Lien web}} et/ou {{Bibliographie}}. Le mode d'édition visuel peut mettre en forme automatiquement les références.
- Insérer une infobox (cadre d'informations à droite) n'est pas obligatoire pour parachever la mise en page.

Pour une aide détaillée, merci de consulter Aide:Wikification.
Si vous pensez que ces points ont été résolus, vous pouvez retirer ce bandeau et améliorer la mise en forme d'un autre article.
Le Burning Man Project est l'organisation américaine qui, chaque année, planifie, gère et construit le festival Burning Man sur le lac asséché du désert de Black Rock, dans le nord-ouest du Nevada. Elle coordonne toute l'année le travail nécessaire à la construction et au démantèlement d'une ville temporaire de 80 000 personnes aménagée à l'occasion du festival.
Les ventes de billets pour Burning Man constituent un budget de plusieurs millions de dollars pour l'organisation. Ces revenus permettent à l'organisation d'obtenir les permis nécessaires auprès du Bureau de gestion du territoire (BLM), de louer des toilettes portables et des équipements, de s'assurer des services médicaux, des pompiers et des forces de l'ordre, et de couvrir d'autres dépenses organisationnelles.

## Histoire

### De 1986 à 1996
Au cours des dix premières années de l'histoire de Burning Man, de 1986 à 1996, l'événement annuel était totalement anarchique et géré en grande partie par la Cacophony Society. En raison d'un besoin accru de structure et de planification après une année 1996 tumultueuse, la Burning Man 97 LLC (une LLC étant l'équivalent d'une SARL), a été créée pour organiser l'événement de l'année suivante le 22 mai 1997.

### De 1997 à 2010
Pour la première fois, l'événement est géré de manière officielle et légale ; des règles sont mises en place et le BLM a été formé pour superviser la tâche de mettre en place une ville de 10 000 personnes. En conséquence, 1997 est la première année où la ville a un plan et une carte. L'intention des fondateurs étant de se dissoudre et de former une nouvelle LLC pour chaque cycle d'événements, comme en témoigne le fait que la LLC Burning Man 98 a été formée le 24 novembre 1997. Cependant, cela a été jugé tout à fait non viable dans une optique entrepreneuriale. Le 4 février 1999 , la LLC Black Rock City a été formée en tant qu'organisation pour gérer le Burning Man à long terme. L'évènement atteignant événement 23 000 personnes cette année là,.
Le 8 mai 2001, la Black Rock Arts Foundation a été créé en tant qu'organisation à but non lucratif distincte pour promouvoir l'engagement civique et aider à financer l'art interactif.
Le 21 mai 2008, Black Rock Solar est créée. L'organisation « promeut la gestion de l'environnement, le développement économique et l'indépendance énergétique en fournissant aux entités à but non lucratif, aux tribus et aux communautés défavorisées un accès à l'énergie propre, à l'éducation et à la formation professionnelle ».
Decommodification LLC est créée le 23 novembre 2010 pour préparer la transition vers une organisation à but non lucratif qui débuterait l'année suivante.

### De 2011 à 2013
Le 2 juin 2011, Burning Man Project a été constitué en tant qu'organisation à but non lucratif californienne de forme juridique 501(c)(3) organization. La formation et la réorganisation ont été contestées par certains des membres du conseil d'administration de la SARL, mais elles ont été menées à bien.
Au milieu de la restructuration, l'organisation à but non lucratif Burners Without Borders a été créée le 21 août 2012. Elle se décrit comme une organisation « dont le but est de libérer la créativité des communautés locales pour résoudre les problèmes qui apportent un changement significatif ».
L'année suivante, deux LLC sont formées pour détenir les différents actifs immobiliers du projet Burning Man. Black Rock City Properties LLC est créée le 21 novembre 2013, et Gerlach Holdings LLC peu après, le 19 décembre 2013. Ensemble, elles détiennent des propriétés telles que le Gerlach Office et le Work Ranch.
Le 27 décembre 2013, Black Rock City LLC devient finalement une filiale du nouveau projet Burning Man.

### De 2014 à aujourd'hui
En juillet 2014, la Black Rock Arts Foundation devient une filiale du Burning Man Project.
Le 6 septembre 2017 Future Man LLC est créée pour détenir la propriété du Fly Ranch après que le Burning Man Project l'ait acquise en 2016,.

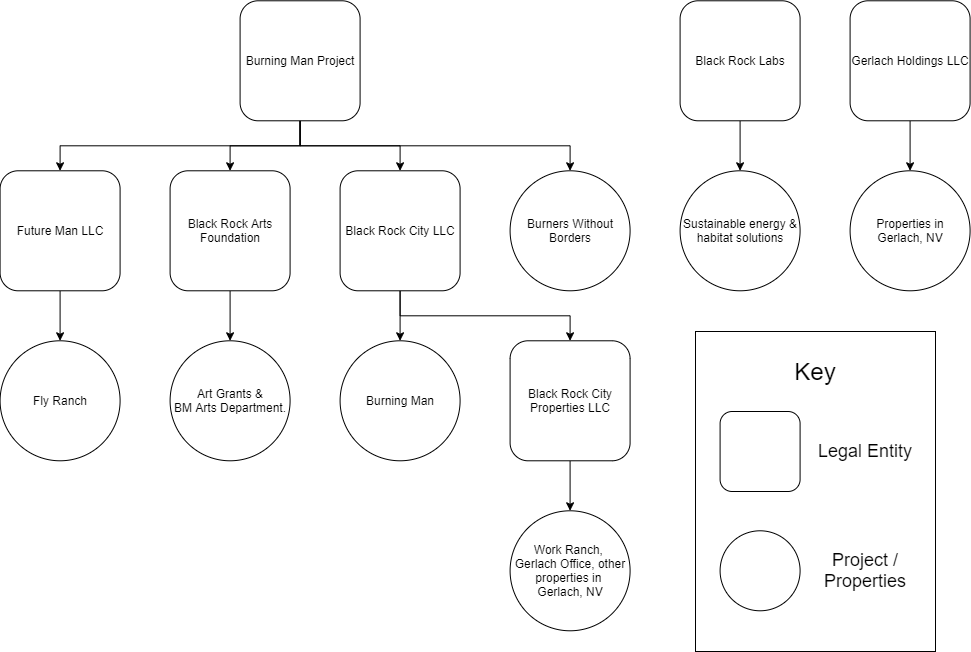
Structure actuelle du Burning Man Project

### Pages connexes
- Burning Man
- Désert de Black Rock